# Lampetis jakobsoni
Lampetis jakobsoni es una especie de escarabajo del género Lampetis, familia Buprestidae. Fue descrita científicamente por Obenberger en 1928.